# Sebastian Hallmann

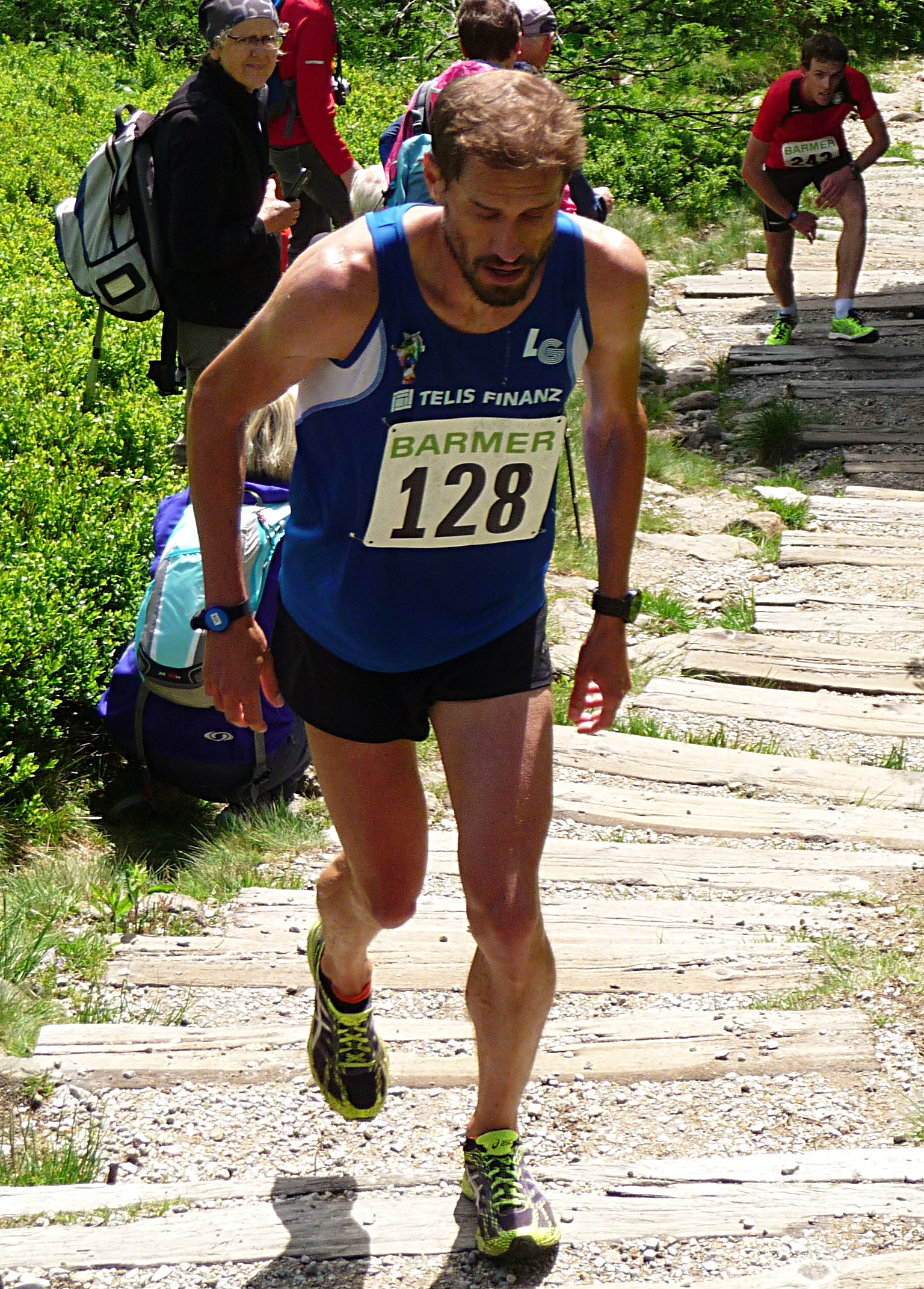
Sebastian Hallmann bei den Deutschen Berglaufmeisterschaften 2017 am Großen Arber

Sebastian Hallmann (* 7. Januar 1977 in Altenerding) ist ein deutscher Langstreckenläufer.
Bei den deutschen Cross-Meisterschaften 2000 und 2006 gewann er jeweils über die Langdistanz. Bei den Deutschen Meisterschaften 2008 gewann er über 10.000 Meter. 2009 wurde er hinter Filmon Ghirmai Vizemeister über die gleiche Distanz, und ebenfalls Vizemeister im Crosslauf und im 10-km-Straßenlauf. Bei den Crosslauf-Weltmeisterschaften 2000 belegte er den 30. Platz über die Kurzdistanz. 2009 nahm er als einziger deutscher Vertreter an den Crosslauf-Weltmeisterschaften in Amman teil, wo er den 104. Platz belegte. Bei den Deutschen Berglauf-Meisterschaften 2017 belegte er den fünften Platz. Bei der Berglaufweltmeisterschaft 2017 in Premana (Italien) belegte er als bester Deutscher den 21. Gesamtplatz.
Beim Transalpine-Run 2017 gewann er jede Etappe als Individual Finisher. 2018 belegte er im Team mit Lukas Naegele den 2. Gesamtplatz, 2022 im Team mit Ida-Sophie Hegemann den 1. Gesamtplatz.
Sebastian Hallmann startet für die LG Telis Finanz Regensburg und wird von seinem Vater Burkhardt Hallmann trainiert. Er ist studierter Politologe und war Leiter des Bürgerbüros Freising des CSU-Landtagsabgeordneten Florian Herrmann. Heute arbeitet er als Referent des Landrates im Kreis Ebersberg sowie als freiberuflicher Laufcoach und Referent in München und Umgebung.

## Privatleben
Hallmann heiratete im Februar 2020 seine langjährige Lebenspartnerin. Sie haben eine gemeinsame Tochter.

## Erfolge
- Hallen-Europacup 2008 in Moskau
  - 6. Platz über 3000 m

- Deutscher Meister
  - 1998 mit der 4 × 1500-m-Staffel
  - 2008 über 10.000 m

- 2017 nationaler Sieger in München beim Wings for Life World Run
- Insgesamt holte er 24 Medaillen bei Deutschen Meisterschaften (Aktivenklasse, ohne Jugend- oder Seniorenplatzierungen, ohne Staffel- oder Mannschaftsplatzierungen)
- 15 Nationalmannschaftseinsätze, u. a. Welt- und Europameisterschaften
- Bestleistungen: 1500 m: 3:40,49 min; 3000 m: 7:50,75 min; 5000 m: 13:26,43 min

## Publikationen
- Sebastian Hallmann, Sandra Mastropietro: Simply Running: Das Trainingstagebuch für noch mehr Spass am Laufen. Delius Klasing Verlag, Bielefeld 2021, ISBN 978-3667121042.